# Окольне
Око́льне (каз. Окольное) — село у складі Осакаровського району Карагандинської області Казахстану. Входить до складу Карагайлинського сільського округу.
Населення — 364 особи (2021; 373 у 2009, 391 у 1999, 471 у 1989).
Національний склад станом на 1989 рік:
- росіяни — 66 %.